# Richard Cleve
Richard Erwin Alexander Cleve (* 1960) ist ein kanadischer Informatiker, der sich mit Quanteninformationstheorie befasst.
Cleve studierte an der University of Waterloo, an der er seinen Bachelor- und Masterabschluss erhielt, und promovierte 1989 bei Charles Rackoff an der University of Toronto (Methodologies for Designing Block Ciphers and Cryptographic Protocols). Als Post-Doktorand war er am International Computer Science Institute in Berkeley. Ab 1990 war er an der University of Calgary, an der er 2000 eine volle Professur erhielt. Ab 2004 war er Professor an der University of Waterloo.
Er ist ein Pionier in der Quantenkommunikationskomplexitätstheorie. Mit Harry Buhrman erkannte er, dass Quanteninformationssysteme wegen ihrer nichtlokalen Natur die Kommunikationskomplexität und -kosten in verteilten Systemen verringern können. Von ihm stammen auch wichtige Beiträge zu Quantenalgorithmen, darunter neuartige Formen wie Quantum Walk.
2008 erhielt er den CAP-CRM Prize. Er ist Fellow der Royal Society of Canada (2010).

## Schriften (Auswahl)
- Adriano Barenco, Charles H. Bennett; Richard Cleve, David DiVincenzo,  Norman Margolus,  Peter Shor, Tycho Sleator, John A. Smolin, Harald Weinfurter: Elementary gates for quantum computation, Physical Review A, Band 52, 1995, S. 3457–3467. Arxiv
- H. Buhrman, R. Cleve, Avi Wigderson: Quantum vs. classical communication and computation. Proceedings of the 30th Annual ACM Symposium on Theory of Computing (STOC), 1998, S. 63–68, Arxiv
- R. Cleve, Artur Ekert, C. Macchiavello, M. Mosca: Quantum algorithms revisited, Proc. Roy. Soc. A, Band 454, 1998, S. 339–354, Arxiv
- R. Beals, H. Buhrman, R. Cleve, M. Mosca, R. de Wolf: Quantum lower bounds by polynomials. Journal of the ACM, Band 48, 2001, S. 778–797, Arxiv
- A. M. Childs, R. Cleve, E. Deotto, E. Farhi, S. Gutmann, D. A. Spielman: Exponential algorithmic speedup by a quantum walk. Proceedings of the 35th Annual ACM Symposium on Theory of Computing (STOC), 2003, S. 59–68, Arxiv
- R. Cleve, P. Hoyer, B. Toner, J. Watrous: Consequences and limits of nonlocal strategies. Proceedings of the 19th IEEE Conference on Computational Complexity, 2004, S. 236–249, Arxiv
- R. Cleve, D. Gottesman, Michele Mosca, R. Somma, D. Yonge-Mallo: Efficient discrete-time simulations of continuous-time quantum query algorithms, Proceedings of the 41st annual ACM Symposium on Theory of Computing (STOC), 2009, S. 409–416, Arxiv
- Harry Buhrman, R. Cleve, S. Massar, Ronald de Wolf: Nonlocality and communication complexity,  Reviews of Modern Physics, Band 82, 2010, S. 665–698, Arxiv